# Романенков, Александр Михайлович
Александр Михайлович Романенков (4 декабря 1905, дер. Дьяконово, Смоленская губерния — 28 февраля 1940, Ленинградская область) — командир сапёрного отделения 756-го стрелкового полка, младший командир. Герой Советского Союза.

## Биография
Родился 4 декабря 1905 года в деревне Дьяконово Смоленской губернии в семье крестьянина. Русский. Образование начальное. Работал с отцом на стройках городов Москвы и Минска. Был первым председателем колхоза на родине. В 1928—1930 годах проходил службу в Красной Армии.
В 1939 году вновь призван в армию. Участвовал в освободительном походе в Западную Белоруссию и Западную Украину. Во время войны с Финляндией 1939—1940 годов сражался на Карельском перешейке.
Командир сапёрного отделения младший командир Романенков отличился во время штурма «линии Маннергейма». 30 декабря 1939 года, подобравшись под огнём вплотную к вражескому доту, заминировал его и подорвал вместе с гарнизоном, тем самым обеспечив успешное наступление стрелкового батальона. 28 февраля 1940 года отделение сапёров разминировало подступы к финским позициям в районе населённого пункта Ринский. Более 140 мин снял и обезвредил Александр Романенков. Вражеская пуля сразила его на пути к нашим траншеям.
Указом Президиума Верховного Совета СССР от 7 апреля 1940 года за образцовое выполнение боевых заданий командования на фронте борьбы с финской белогвардейщиной и проявленные при этом доблесть и мужество младшему командиру Романенкову Александру Михайловичу посмертно присвоено звание Героя Советского Союза.
Похоронен в братской могиле, расположенной в 2,2 километра юго-западнее посёлка Соловьёво Приозёрского района Ленинградской области.
Награждён орденом Ленина.